# Афлер
Афлер (нем. Affler) — община в Германии, в земле Рейнланд-Пфальц. Находится на границе с Люксембургом.
Входит в состав района Айфель-Битбург-Прюм. Подчиняется управлению Нойербург. Население составляет 28 человек (на 31 декабря 2010 года). Занимает площадь 1,99 км².